# Takasago
Takasago (高砂) é uma peça tradicional Noh. É considerada uma história muito auspiciosa, envolvendo um casal amoroso e casado há muito tempo. A peça era anteriormente conhecida como Aioi (相生) ou Pinhos Gêmeos (相生松, aioi matsu).
Durante a peça, um cantor canta: "De Takasago, navegando sobre a baía, navegando sobre a baía, a lua sai com a maré, passando pela silhueta da Ilha Awaji , muito além do mar até Naruo, chegando a Suminoe, chegando a Suminoe", referenciando vários lugares no que são agora as prefeituras de Hyōgo e Osaka. Este é considerado um canto Noh clássico, retirado de um poema clássico que significa harmonia entre marido e mulher.

## Enredo
Um sacerdote do Santuário Kyushu Aso chega a Takasago. O clima da primavera é agradável e os pinheiros são lindos. Ao longe, ele ouve um sino tocar. Um casal de idosos chega e começa a varrer a área sob o caramanchão de pinheiros. O velho recita um poema do Kokin Wakashū (Coleção de Poemas Antigos e Modernos), uma coleção de poesia waka. O poema descreve os pinheiros casados de Takasago e Sumioe (相生の松, aioi no matsu) , pinheiros emparelhados que, segundo a lenda, permanecerão juntos por toda a eternidade. Ele explica que esses pinheiros casados são um símbolo do relacionamento conjugal. O padre diz que todos os relacionamentos, na verdade toda a vida, ficam aquém do ideal expresso no poema.
Neste ponto, o velho casal revela que eles são os espíritos dos pinheiros Takasago e Sumioe, e eles zarpam pela baía em um pequeno barco. À medida que a maré baixa, o padre também zarpa, momento em que o canto "De Takasago, navegando sobre a baía ..." é recitado.

## Templo de Takasago

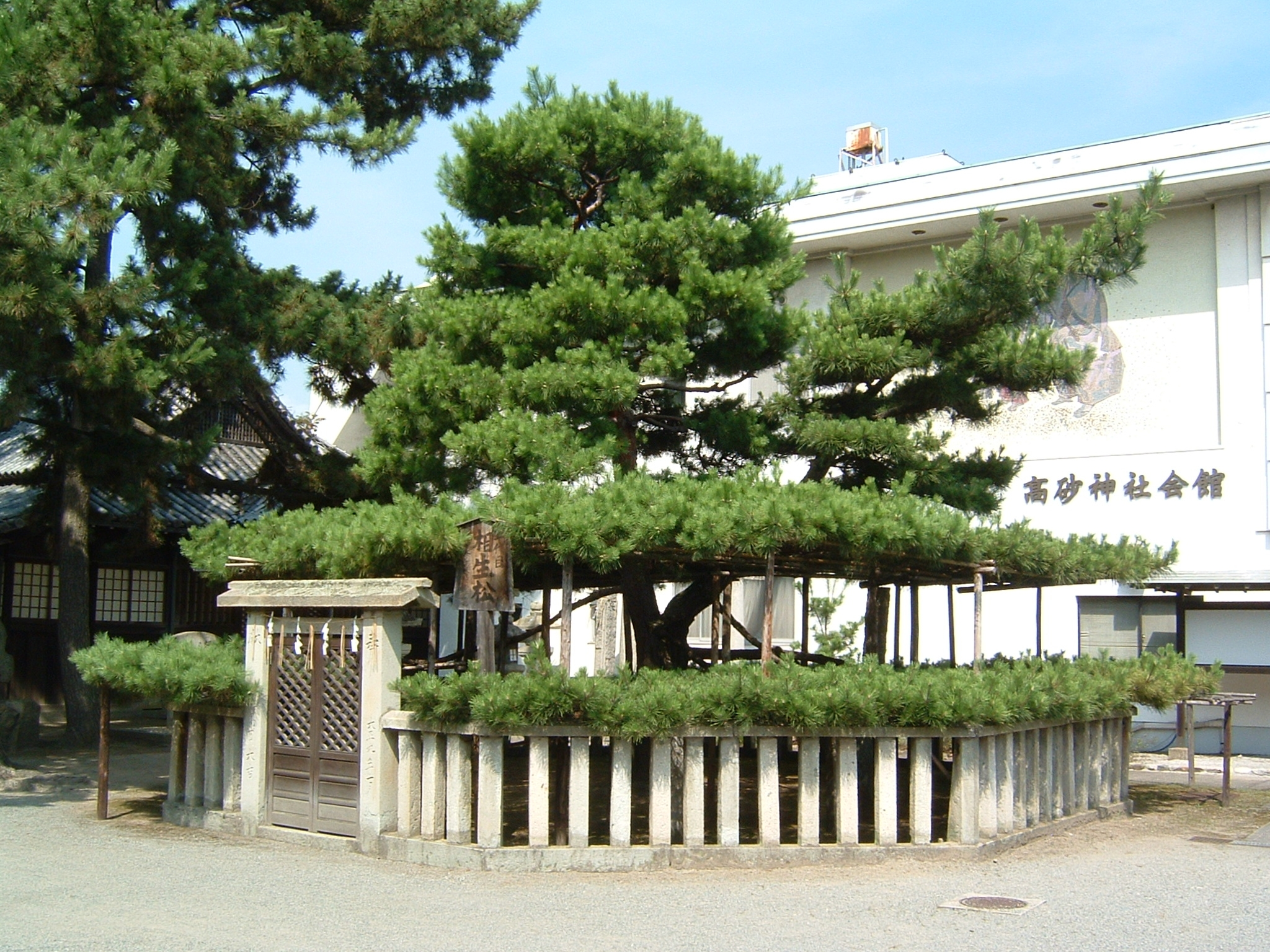
Pinhos aioi no Templo de Takasago, Prefeitura de Hyōgo, Japan

De acordo com o Templo de Takasago em Takasago, Hyōgo, houve pinheiros gêmeos aioi no matsu dentro de seus terrenos desde que o templo xintoísta foi estabelecido. Um par de árvores chamadas Jō (尉 "velho") e Uba (姥 "velha") - uma forma japonesa de Darby e Joan - com a legenda: "Nós kami residimos nessas árvores para mostrar ao mundo o caminho do casamento virtude" ficam dentro do templo.